# Мария Аделаида Савойская-Генуэзская
Мари́я Аделаи́да Саво́йская-Генуэ́зская (итал. Maria Adelaide di Savoia-Genova), полное имя Мари́я Аделаи́да Викто́рия Аме́лия Саво́йская-Генуэ́зская (итал. Maria Adelaide Vittoria Amelia di Savoia-Genova; 25 апреля 1904, Турин, королевство Италия — 8 февраля 1979, Рим, Италия) — итальянская принцесса из Савойского дома. Представительница Генуэзской ветви. Дочь принца Томмазо Савойского, герцога Генуэзского и принцессы Изабеллы Баварской. В замужестве — княгиня Арсоли.

## Биография
Мария Аделаида Савойская-Генуэзская родилась в Турине 25 апреля 1904 года. Она была второй дочерью и пятым ребёнком в семье принца Томмазо Савойского-Генуэзского, 2-го герцога Генуэзского и принцессы Изабеллы Баварской. По отцовской линии принцесса приходилась внучатой племянницей сардинскому королю Карлу Альберту и саксонскому королю Иоганну. По материнской линии была правнучкой баварского короля Людвига I и праправнучкой испанского короля Карла IV и сицилийского короля Франциска I.
У принцессы было четверо братьев, принцы Фердинандо (1884 — 1963), Филиберто (1895 — 1990), Адальберто (1898 — 1982), Эудженио (1906 — 1996) и сестра, принцесса Мария Бона (1896 — 1971).

### Брак и потомство
В имении близ Сан-Россоре 15 июля 1935 года принцесса Мария Аделаида Савойская-Генуэзская сочеталась браком с доном Леоне Массимо, 5-м князем Арсоли. У супругов родились две дочери и четыре сына:
- донна Изабелла Массимо (род. 1936), княжна Арсоли;
- дон Филиппо Массимо (1938 — 2008), 6-й князь Арсоли;
- дон Фердинандо Массимо (род. 1940), принц Арсоли;
- дон Карло Массимо (род. 1942), принц Арсоли;
- донна Мария Элеонора Массимо (род. 1944), княжна Арсоли;
- дон Франческо Массимо (род. 1946), принц Арсоли.

Принцесса Мария Аделаида умерла в Риме 8 февраля 1979 года.

## Награды и титулы
- Дама чести и преданности Суверенного Военного Мальтийского Ордена;
- Дама справедливости Константиновского военного ордена Святого Георгия.

Носила титулы: с 25 апреля 1904 по 15 июля 1935 года, Её Королевское высочество принцесса Мария Аделаида Савойская-Генуэзская; с 15 июля 1935 по 8 февраля 1979 года, Её Королевское высочество, принцесса Мария Аделаида Савойская-Генуэская, княгиня Арсоли.